# FAW (Automarke)

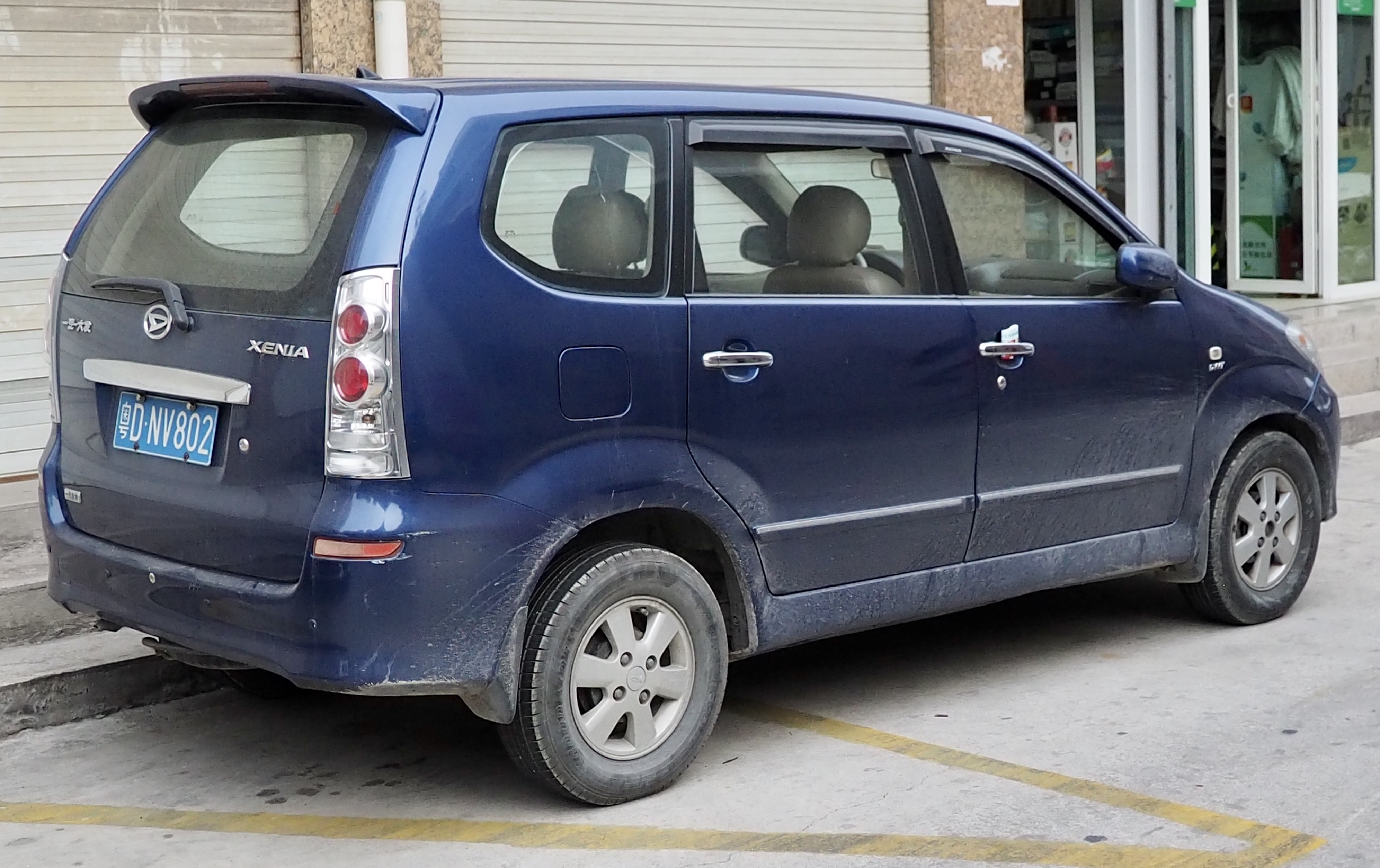
FAW Daihatsu Xenia

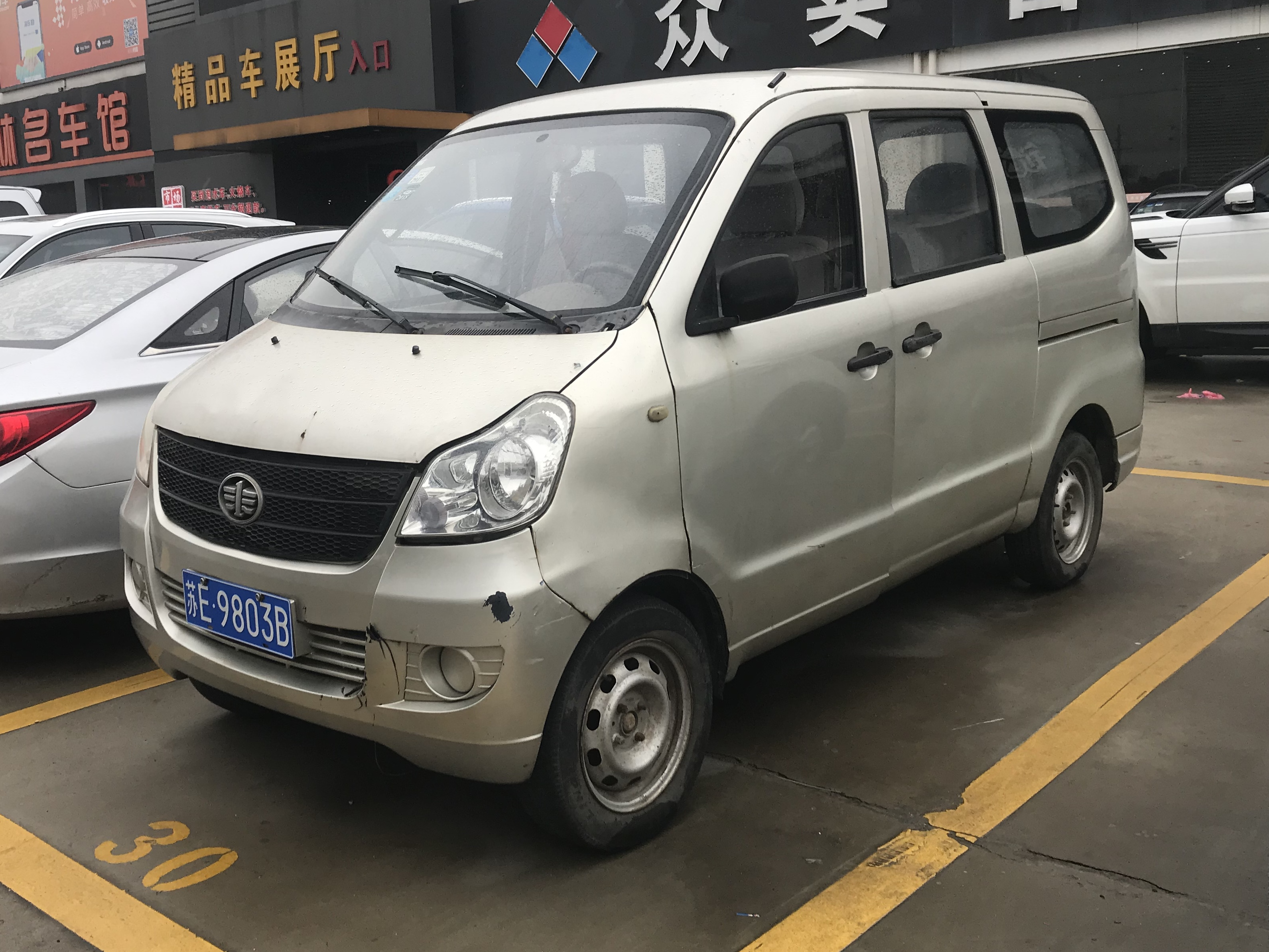
FAW Jiabao V70

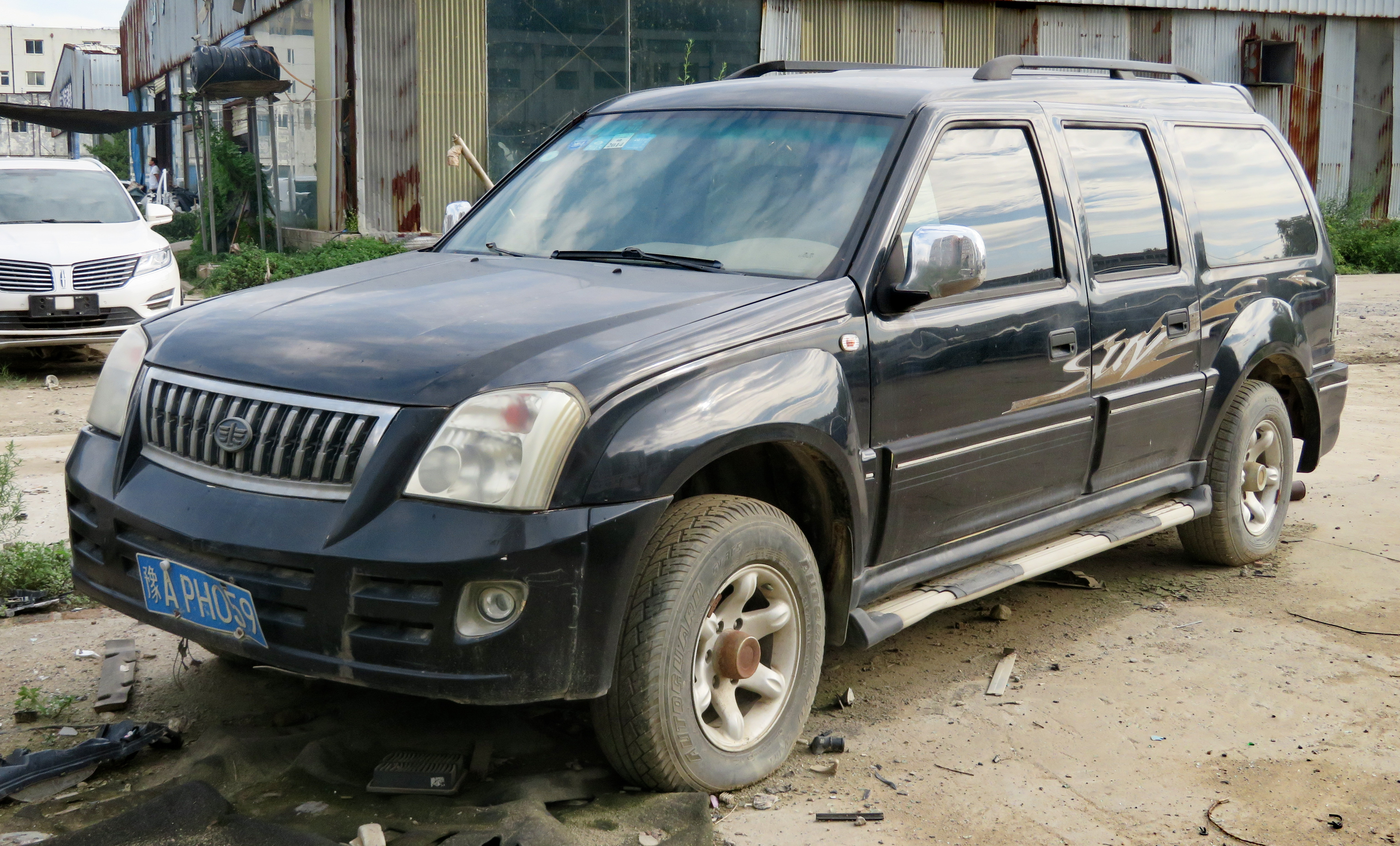
FAW Jiefang

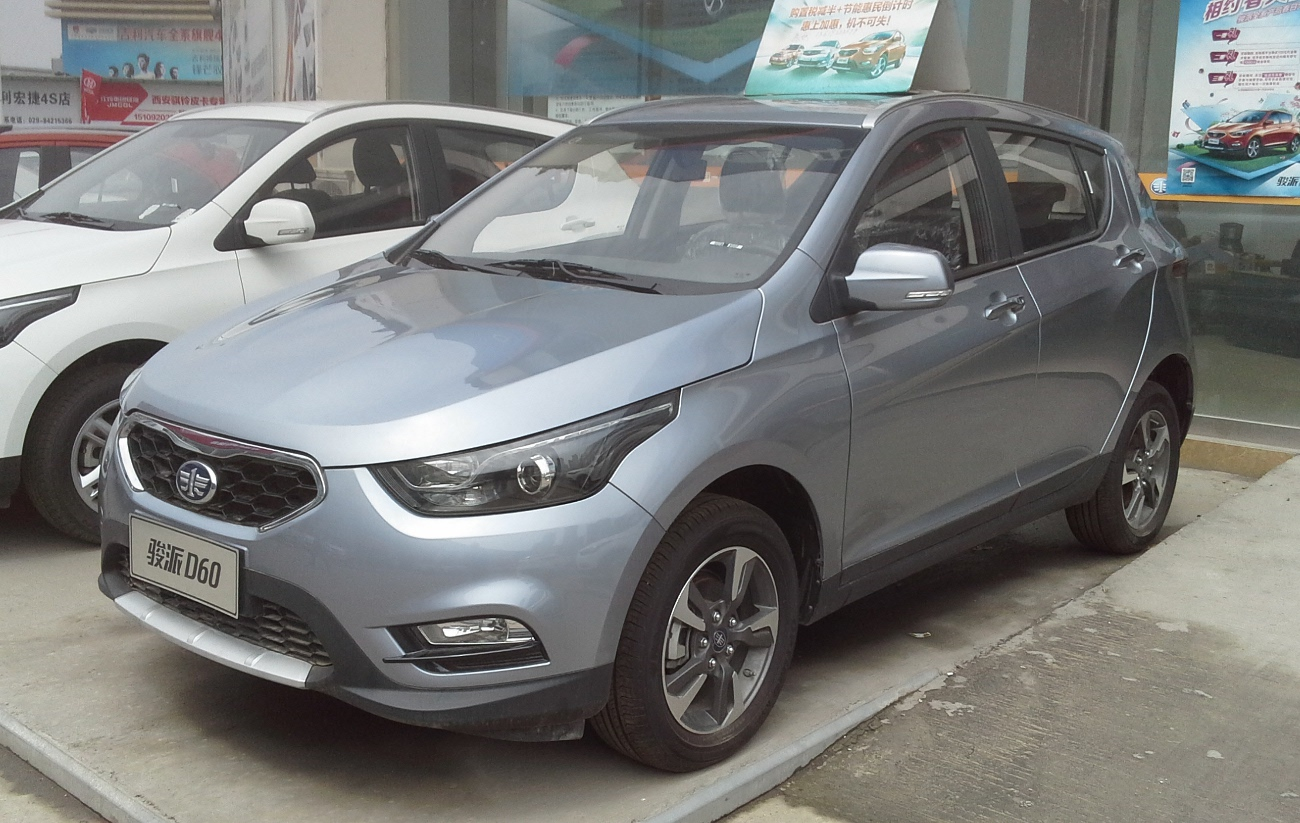
FAW Junpai D60

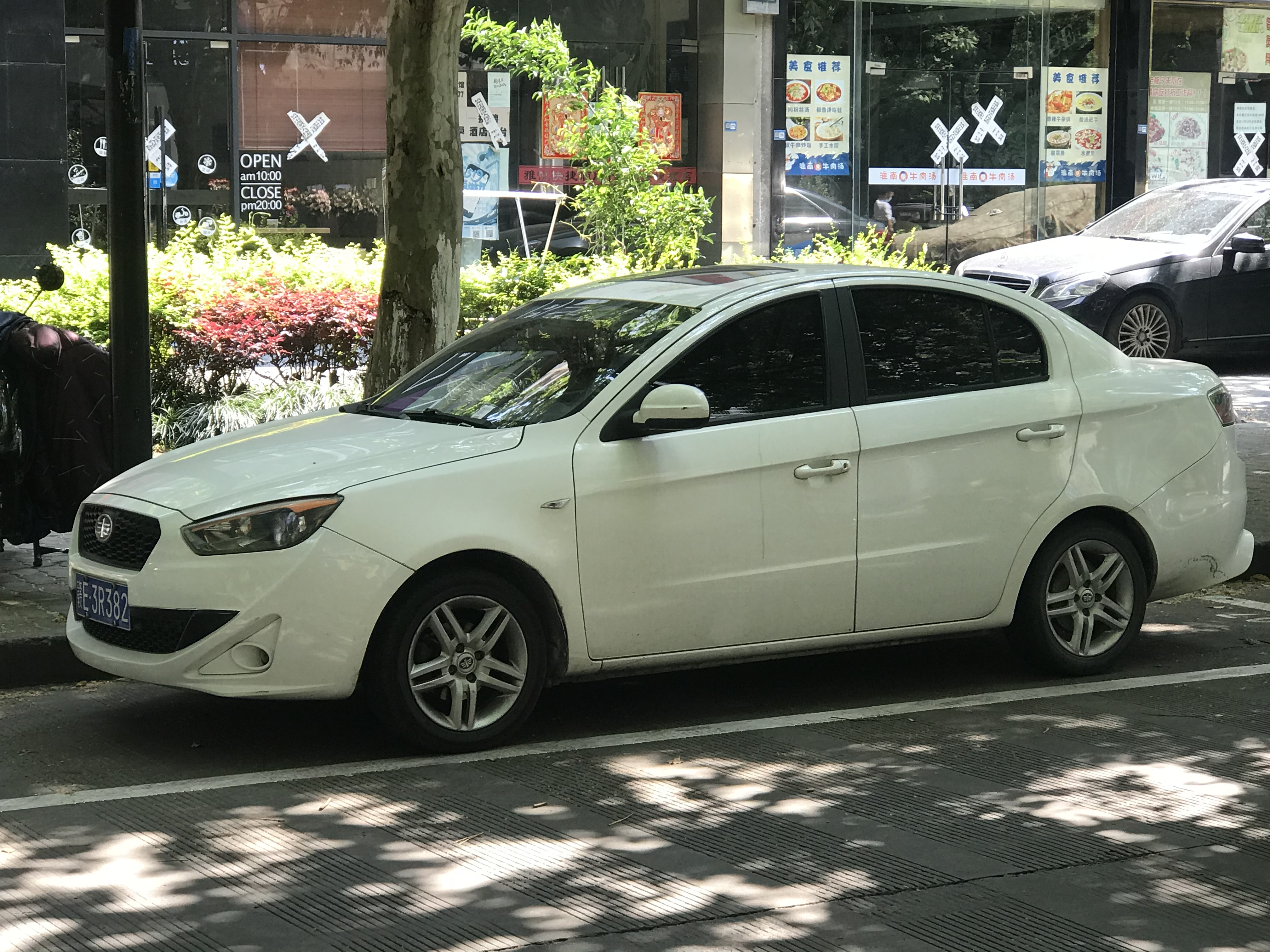
FAW Oley

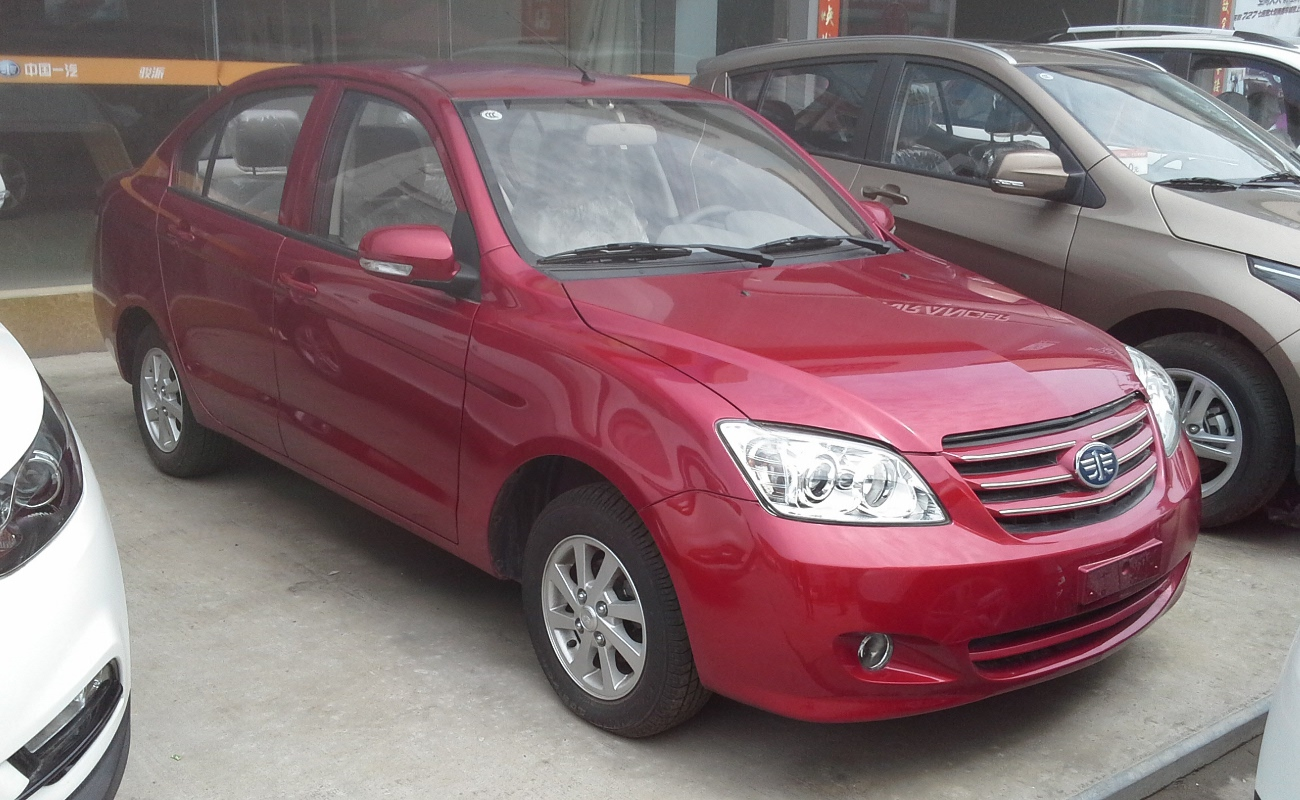
FAW Tianjin Xiali N5

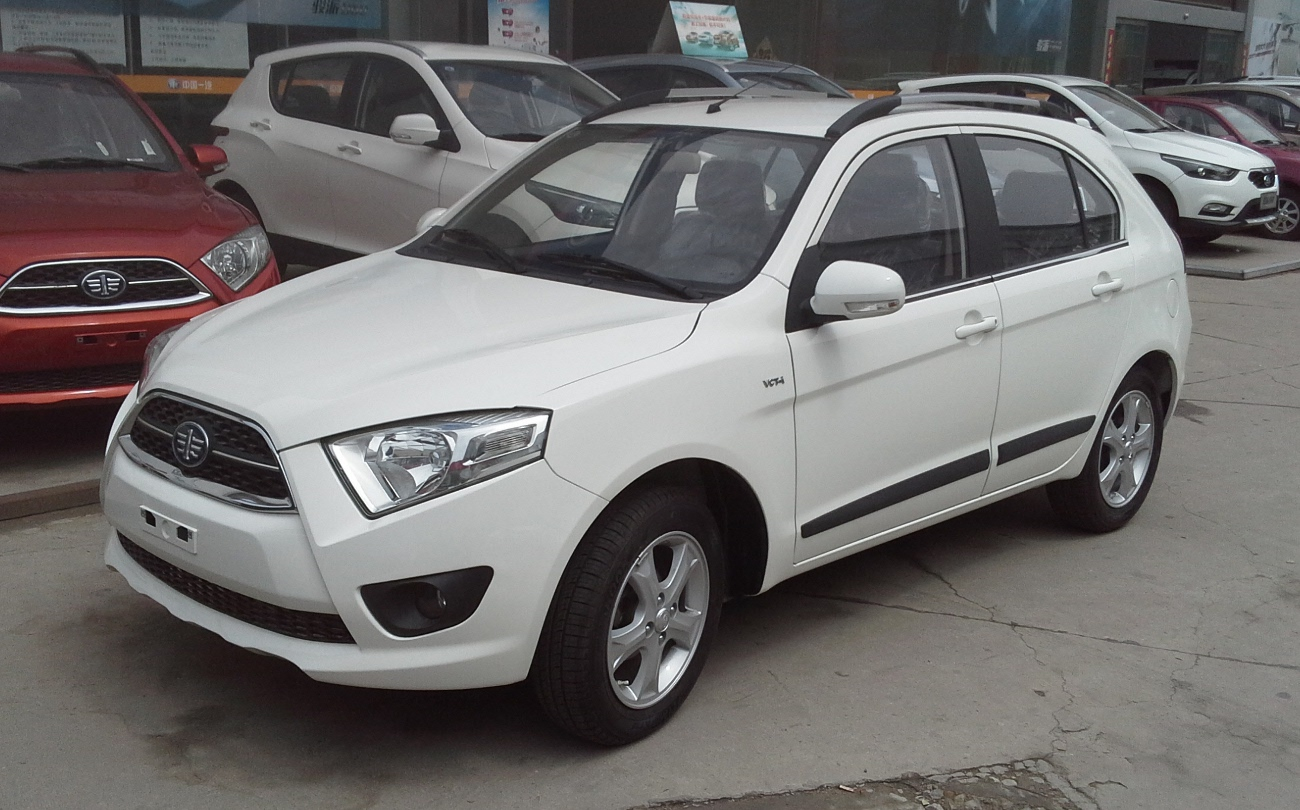
FAW Tianjin Xiali N7

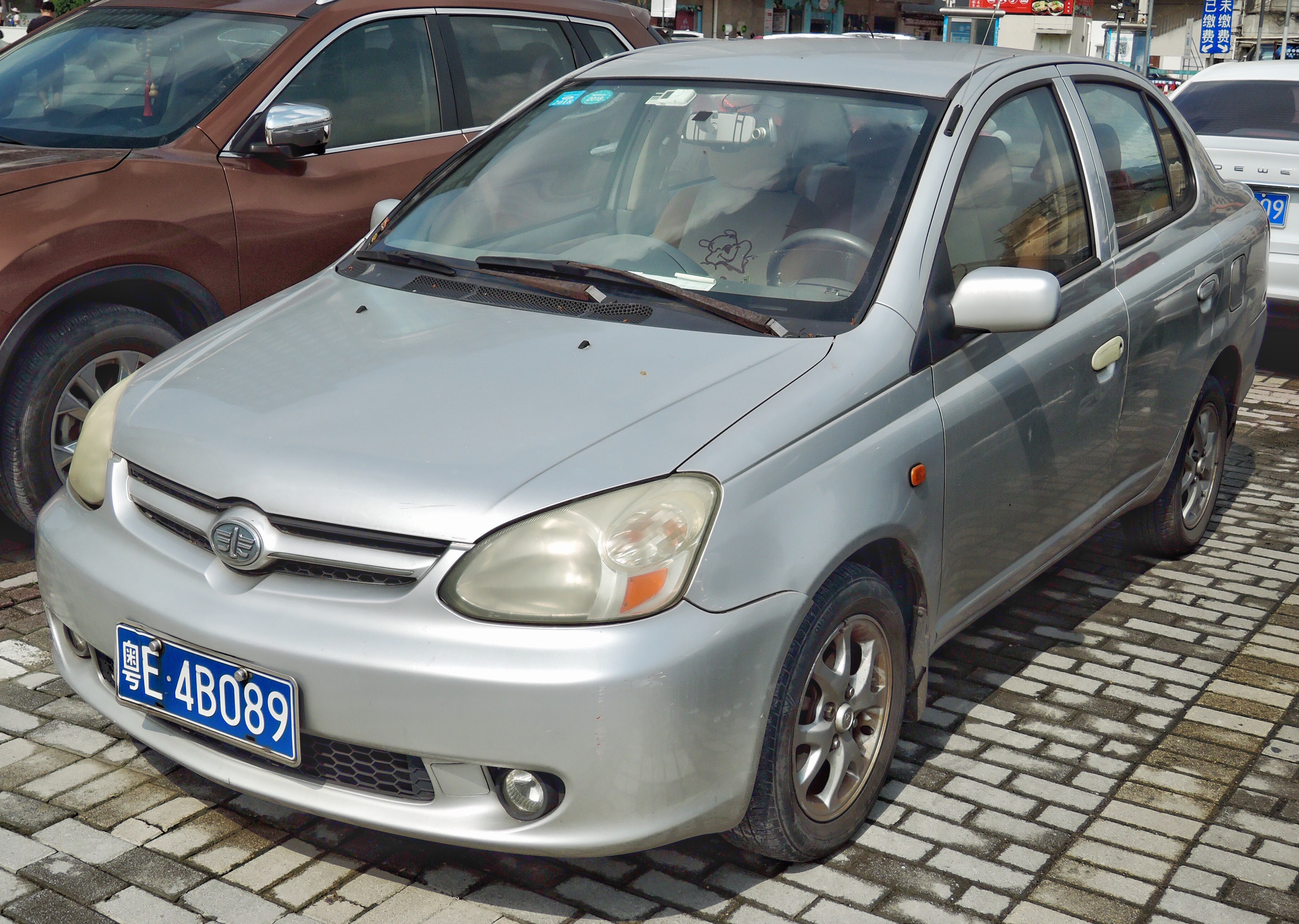
FAW Tianjin Vela

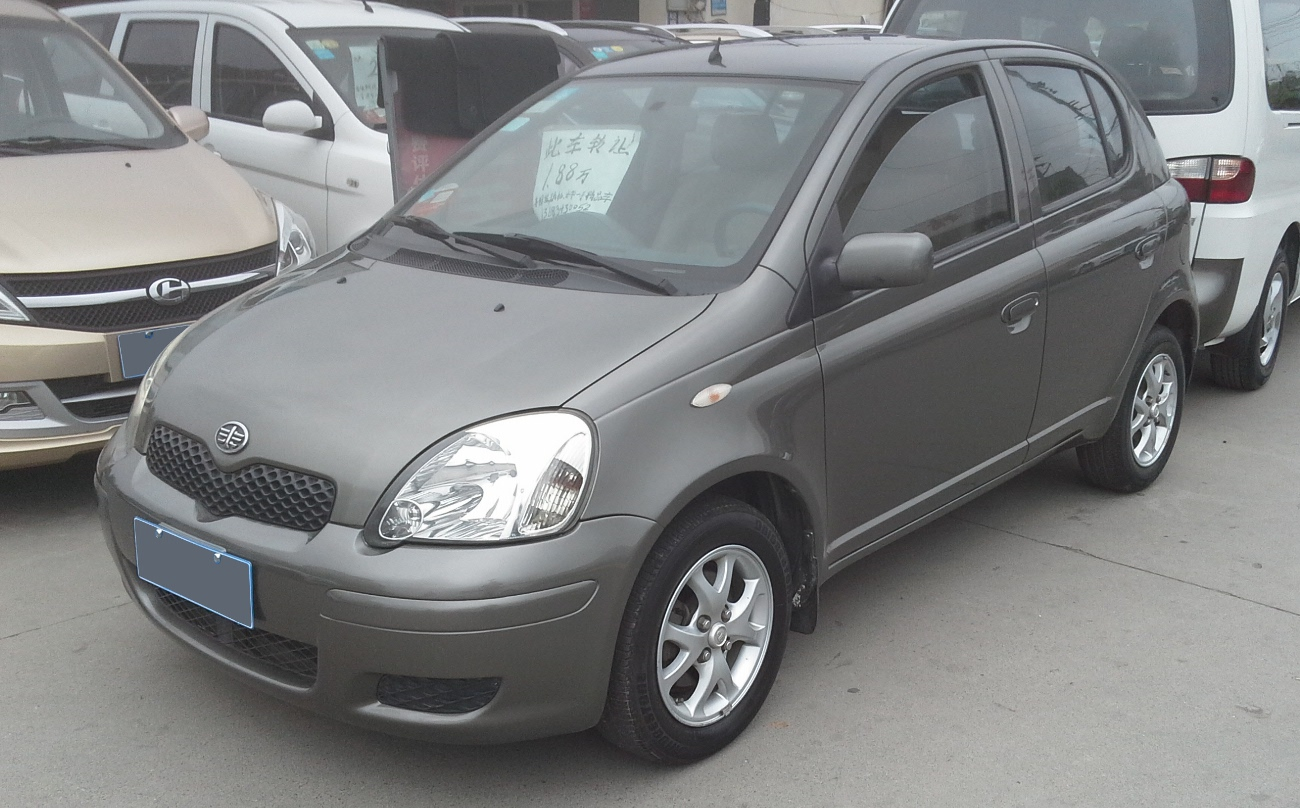
FAW Tianjin Vizi

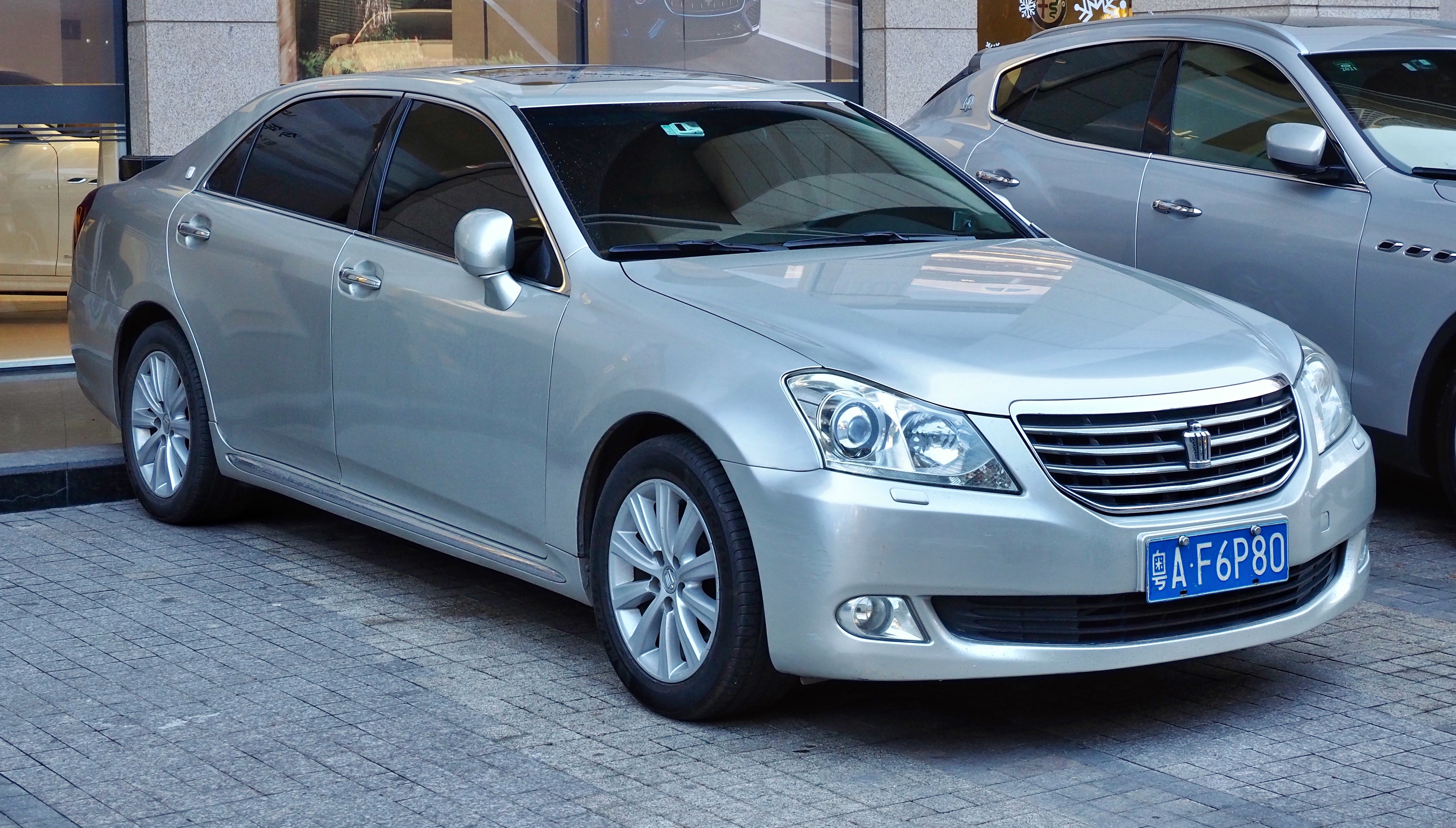
FAW Toyota Crown

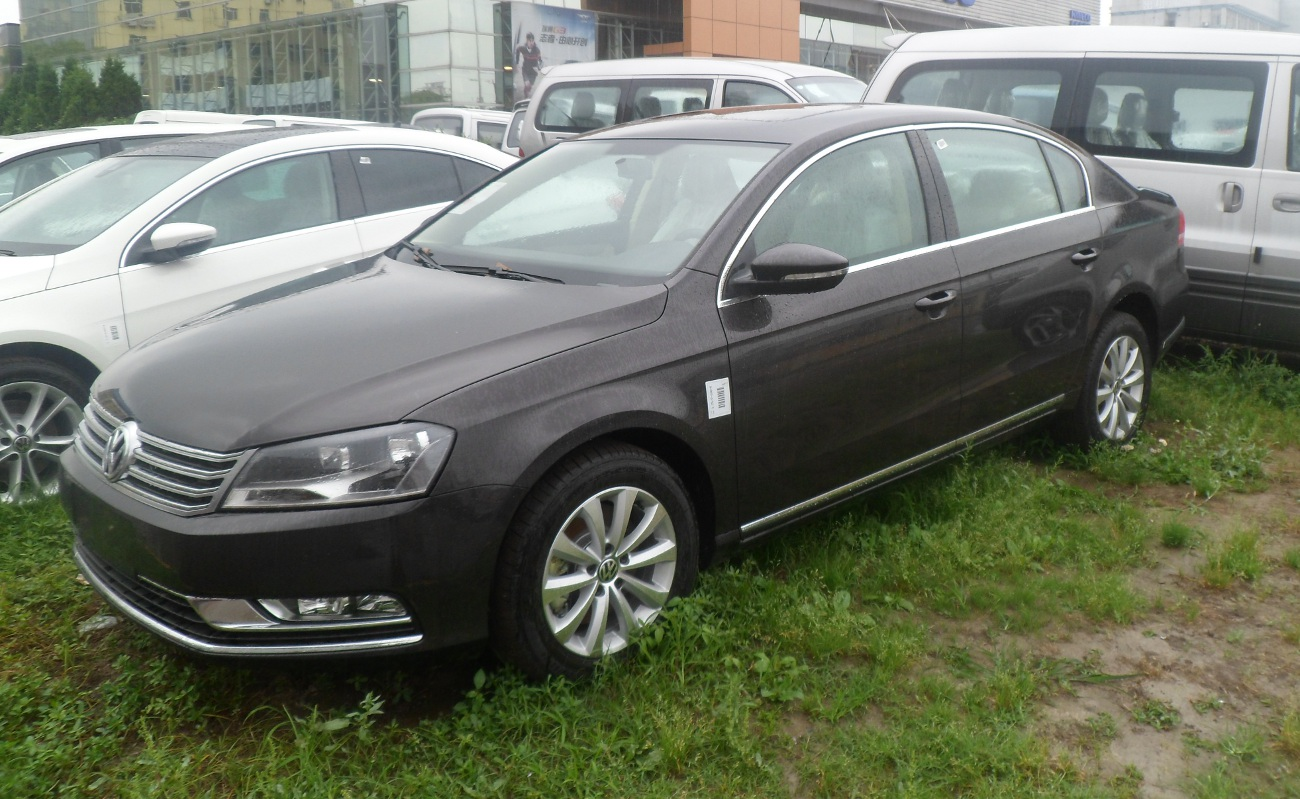
VW Magotan

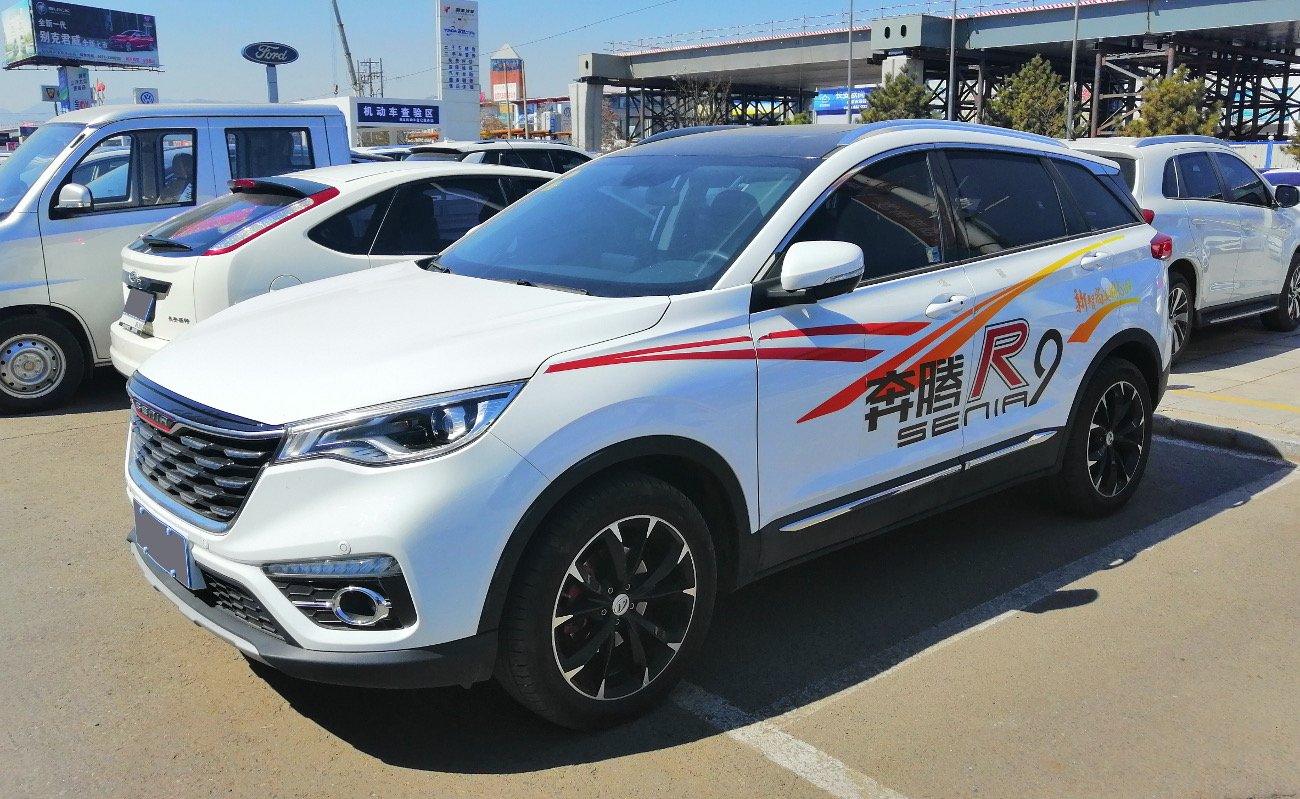
FAW Senia R9

FAW ist eine Automarke aus der Volksrepublik China.

## Markengeschichte
Die China FAW Group aus Changchun verwendet diese Marke für Automobile. Die Gruppe hieß früher First Automotive Works, abgekürzt FAW. Viele Unternehmen dieser Gruppe nutzen den Markennamen FAW, oft mit einem Zusatz, der je nach Quelle als weitere Marke, als Submarke, als Serie oder als Modellname gedeutet wird.

## Fahrzeuge

### FAW Audi
Das Gemeinschaftsunternehmen FAW-Volkswagen stellt seit 1996 Fahrzeuge von Audi her. Anfangs wurden
sie als Audi vermarktet. Eine Quelle gibt an, dass die Fahrzeuge seit Mai 2006 als FAW Audi vertrieben würden. Dagegen spricht, dass die Internetseite carsalesbase.com die Fahrzeuge unter Audi führt. Genannt werden die Modelle A4, A6 sowie die verlängerten Ausführungen A4L und A6L.

### FAW Baoya
Baoya ist eine Submarke von FAW. Die Vorserienproduktion des ersten Modells FB77 startete im Juli 2021. Wegen der COVID-19-Pandemie wurde das Elektroauto mit Festkörperakkumulator jedoch erst im Februar 2023 vorgestellt.

### FAW Benteng
Benteng ist die chinesische Bezeichnung und Besturn bzw. neuerdings Bestune die englische. Eine Quelle nennt diese Bezeichnung. Carsalesbase.com hat dagegen einen eigenen Eintrag für Bestune.

### FAW Daihatsu
Laut einer Quelle stellt FAW Jilin Automobile seit 2007 Fahrzeuge mit dieser Bezeichnung her. Genannt wird das Modell Xenia. Carsalesbase.com führt dieses Modell aber als FAW Xenia.

### FAW Hongqi
Die Eigenmarke Hongqi gibt es seit 1958. Hersteller war zunächst First Automotive Works und seit 1997 FAW Car. Gelegentlich wird auch hier das Kürzel FAW vorangestellt. carsalesbase.com listet die Fahrzeuge aber als Hongqi.

### FAW Hongta
FAW Hongta Yunnan Automobile Manufacturing stellte Autos dieses Namens her. Genannt werden die Modelle Shizhe ab 2003 und Zhiyoufeng II (auch Free Wind II genannt) ab 2006.

### FAW Jiabao
FAW Jilin Automobile stellte ab 1999 diese Fahrzeuge her. Genannt werden die Kleinbusse CA6350, CA6351, CA1016, CA6360, AV6-CA6371 und V70-CA6390 sowie der Pick-up CA1010.

### FAW Jiaxing
FAW Huali (Tianjin) Motor entstand 2002, als FAW Tianjin Huali Motor aus Tianjin übernahm. Ab Dezember 2003 wurde der Minivan Xinfu Shizhe gefertigt. Dieses Modell gab es auch als FAW Hongta. 2007 endete die Produktion.

### FAW Jiefang
Jiefang ist seit 1956 ein Markenname der First Automotive Works für Nutzfahrzeuge. Nachdem FAW 1993 Harbin Light Vehicle Plant übernommen hatte, wurden Pick-ups und davon abgeleitete Kombis als FAW Jiefang angeboten. Genannt werden der Pick-up CA1021 U2 nach einer Lizenz des Toyota Hilux sowie die Kombis CA6450 und CA1021 U2V. Zwischen 1998 und 2004 gab es weitere Kombis: CA5020 OXGHW mit einem Aufbau nach Toyota-Land-Cruiser-Lizenz und CA5026 XGHL mit einer Karosserie von Jiangling Motors. 2000 erschien der Pick-up CA 1021 LU2 mit der Karosserie des Isuzu TFS. 2005 folgten CA6472 Y und CA 6480 P6E als Kombi sowie CA1021 P6LU2E als Pick-up mit fünf Sitzen.

### FAW Junpai
Es ist nicht klar, ob Junpai (englisch Jumper) eine Submarke oder eine Modellreihe bezeichnet. Bekannt sind A50, A70, CX65, D60 und D80.

### FAW Mazda
FAW Car begann im Januar 2003 mit der Produktion des Mazda 6 mit Stufenheck. Der CA7200 hatte einen Motor mit 1999 cm³ Hubraum und 135 PS. Daneben gab es den CA7230, dessen Motor 162 PS aus 2261 cm³ Hubraum leistete. Im September 2005 erfolgte eine Überarbeitung. Die Motorleistungen stiegen auf 147 PS im CA7201 und 163 PS im CA7231. 2006 ergänzten der CA7202 mit Schrägheck und dem kleinen Motor, der CA7232 mit Schrägheck und dem großen Motor und der CA7233 als Kombi mit dem großen Motor das Sortiment. Für Dezember 2008 war die zweite Generation des Mazda 6 und für 2009 der Mazda 8 angekündigt. Im Juni 2020 wurde bekannt, dass China First Automobile der neue Hersteller sei. Unabhängig davon führt carsalesbase.com diese Fahrzeuge unter der Marke Mazda. Mit FAW Haima Automobile Company gibt es übrigens ein weiteres Gemeinschaftsunternehmen von FAW mit Beteiligung von Mazda.

### FAW Oley
Diese Bezeichnung wurde 2011 angekündigt, 2012 eingeführt und 2016 wieder aufgegeben. Es gab nur ein Modell, allerdings wahlweise mit Stufenheck oder Schrägheck. Eine Quelle sieht Oley als Marke. carsalesbase.com führt es unter FAW Oley, wobei unklar bleibt, ob Oley eine Submarke oder nur eine Modellbezeichnung war.

### FAW Sichuan Toyota
Sichuan FAW Toyota Motor Company ist ein chinesisches Unternehmen, das Fahrzeuge von Toyota fertigt. Eine Quelle meint, dass der Markenname seit Mai 2006 FAW Sichuan Toyota laute. carsalesbase sieht es anders.

### FAW Tianjin
First Automotive Works übernahm 2002 Tianjin Automobile Xiali und wählte Tianjin FAW Xiali Automobile als neue Firmierung. Die Fahrzeuge wurden danach als FAW Tianjin vermarktet. Genannt werden für das Modelljahr 2005 die Serie Xiali in mehreren Ausführungen, Vizi und Vela. Der Vizi war eine Lizenz des Toyota Vitz und entstand zwischen 2002 und 2008. Im Juni 2006 folgte der Weizhi. Weitere Modelle waren Xiali N5 und Xiali N7. carsalesbase.com nennt mit dem Zusatz Tianjin allerdings nur die Baureihe Xiali.

### FAW Tianjin Toyota oder FAW Toyota
Tianjin FAW Toyota Motor Company stellt in Zusammenarbeit mit Toyota Fahrzeuge her. Eine Quelle nennt seit Mai 2006 die Bezeichnung FAW Tianjin Toyota und eine andere mit dem gleichen Datum FAW Toyota. carsalesbase.com gibt allerdings nur den Namen Toyota an. Dort werden auch die Modelle von GAC Toyota Motor aufgeführt.

### FAW-VW
FAW-Volkswagen wurde 1991 gegründet und stellt seit dem 5. Dezember 1991 Fahrzeuge her. Manche Quelle meinen, dass FAW-VW der Markenname sei. Zu beachten ist, dass mit SAIC Volkswagen ein anderes chinesisches Unternehmen ebenfalls Volkswagen herstellt. carsalesbase.com führt die Fahrzeuge beider Hersteller unter der Marke Volkswagen.

### Weitere Modelle
Außerdem sind die folgenden Modelle bekannt: Freewin, Jiaxing, Senia R7 von FAW Jilin, Senia R9 von FAW Jilin, V2 und Xenia.